# مرفق‌الحوا
مَرفِق‌الَحواء (آرنج مارافسای) یا لاندا مارافسای یک ستاره است که در صورت فلکی مارافسای قرار دارد.